# Софроній Затвірник
Софроній Затвірник — український православний святий, Києво-Печерський чернець.

## Життєпис
Преподобний Софроній жив у XIII ст., відбував подвиг у Печерському монастирі. Де і коли він народився, із якої сім’ї немає відомостей. 
Строгий подвижник та молитвеник щоденно прочитував увесь Псалтир, носив на собі волосяницю й залізний пояс, не знімаючи їх до смерті. 
Упокоївся в затворі.
Його нетлінні мощі знаходяться в Дальніх печерах. 

В акафісті всім Печерським преподобним про нього сказано: 
|  | «Радуйся, Софронію, бо ти затвором міцним і залізом тіло окував, душею ти і тілом з псалмоспівами до небес постійно прагнув». |

.

## Пам'ять
Пам’ять преподобного Софронія вшановується 11 березня.